# 송내동 (동두천시)
송내동(松內洞)은 대한민국 경기도 동두천시 서쪽에 있는 동이다. 양주시와 경계를 접하고 있다.

## 개요
송내동은 동두천시의 최대 인구가 거주하는 곳으로 동쪽으로는 불현동, 서쪽과 남쪽으로는 양주시, 북쪽으로는 생연2동이 자리하고 있다. 총면적은 5.52km2로, 동두천시 전체 면적의 약 8.6%를 차지하고 있으며, 신시가지가 개발되어 아파트 등 주거 밀집지역으로 이루어져 있다.

## 법정동
- 송내동
- 지행동

## 교육
- 동두천송내초등학교
- 이담초등학교
- 동두천신천초등학교
- 지행초등학교
- 동두천중앙고등학교
- 동두천외국어고등학교

## 교통
- 지행역

## 아파트
| 단지명             | 건설사                             | 시행사         | 주소                   | 입주        | 비고     |
| ------------------ | ---------------------------------- | -------------- | ---------------------- | ----------- | -------- |
| 송내주공 1단지     | 홍인건설㈜ 대동건설㈜ 계룡건설산업 | 대한주택공사   | 지행로 16 (지행동)     | 2004년 8월  |          |
| 송내주공 2단지     | 신일건업㈜                         | 대한주택공사   | 동두천로 89 (지행동)   | 2004년 7월  |          |
| 송내주공 3단지     | 신일건업㈜                         | 대한주택공사   | 중앙로 41 (송내동)     | 2005년 10월 | 국민임대 |
| 송내주공 4단지     | 극동건설 건설알포메㈜              | 대한주택공사   | 동두천로 63 (송내동)   | 2003년 5월  |          |
| 송내주공 5단지     | ㈜삼호 대양건설㈜                  | 대한주택공사   | 동두천로 27 (송내동)   | 2003년 6월  |          |
| 송내 아이파크      | 현대산업개발                       | 현대산업개발   | 강변로 160 (송내동)    | 2005년 7월  |          |
| 생연 현진에버빌    | ㈜현진종합건설                     | ㈜현진종합건설 | 생연로 10 (지행동)     | 2005년 4월  |          |
| 대방노블랜드 7단지 | 대방건설                           | 대방건설       | 거북마루로 64 (지행동) | 2004년 4월  |          |
| 대방노블랜드 8단지 | 대방건설                           | 대방건설       | 동두천로 149 (지행동)  | 2004년 4월  |          |
| 생연부영 3단지     | 동광주택산업㈜                     | 부영㈜         | 생연로 28 (지행동)     | 2003년 7월  |          |
| 생연부영 9단지     | 동광주택산업㈜                     | 부영㈜         | 동두천로 139 (지행동)  | 2004년 7월  |          |